# Jay Idzes
Jay Noah Idzes (* 2. Juni 2000) ist ein indonesischer Fußballspieler, der als Innenverteidiger für den Serie-A-Klub US Sassuolo spielt. Der gebürtige Niederländer spielt für die indonesische Nationalmannschaft, deren Kapitän er Ende 2024 wurde.

## Karriere

### Verein
Nachdem er für verschiedene Jugendmannschaften in den Niederlanden gespielt hatte, begann er seine Karriere beim Eerste-Divisie-Klub FC Eindhoven, bevor er zu einem anderen niederländischen Verein, den Go Ahead Eagles, wechselte, denen er zum Aufstieg in die Eredivisie verhalf und zwei Saisons in der höchsten Spielklasse verbrachte. Im Sommer 2023 wechselte Idzes zum italienischen Verein Venezia und schaffte in seiner Debütsaison den Aufstieg in die höchste Spielklasse. Als Venedig die Klasse im nächsten Jahr nicht halten konnte, wechselte er im August 2025 zur US Sassuolo Calcio.

### Nationalmannschaft
Der gebürtige Niederländer entschied sich, Indonesien seit 2023 auf internationaler Ebene zu vertreten, nachdem er sich durch seinen in Indonesien geborenen Großvater mütterlicherseits für das Land qualifiziert hatte. Sein internationales Debüt gab er im März 2024 gegen Vietnam.